# Франциск II (герцог Бретані)
Франциск II (*François II, 23 червня 1433 — 9 вересня 1488) — герцог Бретані, граф Ричмонд з 1458 року.

## Життєпис

### Молоді роки
Походив з роду Дрьо-Монфор. Старший син Річарда, графа д'Етамп (четвертого сина бретонського герцога Жана V), і Маргарити Орлеанської, графині де Вертю-ан-Шампань. Народився у 1433 році у замку Кліссон. Здобув класичну освіту тогочасного французького феодала. Більше цікавився полюванням, розвагами, аніж політикою чи військовими справами. У червні 1438 року після смерті свого батька успадкував титул графа д'Етамп.
З часом виявив значну недовіру до бретонських баронів й водночас симпатію до буржуа. У 1455 році у м. Ванн оженився на своїй небозі, доньці бретонського герцога Франциска I.

### Володарювання

#### Перша війна з Францією
У грудні 1458 роки після смерті свого стрийка Артура III, 25-річний Франциск, граф д'Етамп, став новим герцогом Бретані, а також графом де Монфор. У 1460 році призначає канцлером Вільгельма Шовена, якому передоручає усю внутрішню політику. Для початку були значно підвищені податки для збору найманого війська та підготовки до війн у Франції. З самого початку правління, відстоюючи незалежність свого герцогства, Франциск II брав участь у війнах з королями Франції — Людовіком XI і Карлом VIII. На підтвердження своїх самостійницьких бажань оголосив себе герцогом Бретані благодаттю Божою, що зазвичай тоді робили лише незалежні володарі.
У 1461 році приніс омаж королю Франції лише за володіння, що перебували за межами Бретані. Також став популяризувати бретонську мову серед знаті. Того ж року принципово відмовився відвідати церемонію коронації нового французького короля Людовика XI, що відбулася в Реймсі. Потім не забажав брати доволі почесний орден Святого Михайла, яким нагороджувалася лише вища аристократія Франції. Усім цим Франциск II демонстрував незалежність від короля. З 1463 року налагоджує союзні відносини з Бургундією та Англією.
Навесні 1465 року Франциск II увійшов до складу Ліги Спільного блага, створеної могутніми французькими феодалами і спрямованої проти намірів Людовика XI централізувати Францію. Головою Ліги було обрано Карла, герцога Беррійського, молодшого брата короля Франції. У липні того ж року в битві при Менлері королівська армія зазнала поразки від військ Ліги під орудою Карла Сміливого, графа де Шароле. Герцоги та графи зі своїми силами рушили на Париж і взяли в облогу столицю Франції. У жовтні 1465 король Франції Людовик XI змушений був піти на поступки й уклав перемир'я з бунтівними феодалами в Конфлані. Члени Ліги домоглися від короля великих територіальних поступок. Карл Беррійський посів герцогство Нормандію, Карл Сміливий — французькі землі на р. Соммі. Людовик XI відмовився від своїх сюзеренних прав на герцогство Бретань, крім того  Франциск II отримав невеликі володіння.
У 1466 році французький король вдерся до Нормандії і протягом декількох тижнів опанував цією провінцією. Карл Беррійський втік з Руана до Бретані, де його союзник Франциск II надав йому притулок. У 1468 році Людовик XI на чолі французької армії почав похід на Бретань. Французи захопили всі прикордонні замки бретонського герцога. У вересні 1468 герцог Франциск II змушений був підписати в Ансені мирний договір з Францією, за яким Бретань втратила всі володіння, отримані за договором в Конфлані, а також герцог визнав зверхність короля Франції і зобов'язався розірвати союзні відносини з Карлом Сміливим, що на той час став герцогом Бургундії.

#### Друга війна з Францією
1468 року герцог Франциск II знову бере участь у військових діях проти Франції. Бретонці вторгаються до Нормандії і Пуату, але французам вдалося відбити ці напади. При цьому не отримав належної допомоги від союзника Карла Гієнського. У 1469 році помирає його дружина. Герцог у 1471 році пошлюбив доньку графа де Фуа. 1472 року помирає Карл Гієнський, а 1476 року інший союзник Бретані — Жан II Алансонський. Після смерті у 1477 році свого союзника — Карла Сміливого, герцога Бургундії, Франциск II уклав мирну угоду з Людовіком XI в Лушо. Ця угода передбачала взаємну допомогу Бретані і Франції. 
У 1479 році герцог Бретонський, незважаючи на цю угоду, не надав військової допомоги Людовику XI в війні з Максиміліаном, ерцгерцогом Австрії у боротьбі за Бургундію і Нідерланди. У січні 1480 король Франції викуповує у роду Пент'євр, давніх суперників роду Дрьо-Монфор, його династичні права на герцогство Бретань.
За цих обставин починається зближення Бретані з Англією і Австрією. Франциск II пропонує Максимілану Габсбургу руку своєї старшої дочки і спадкоємиці Анни Бретонської. Того ж року спробував оженити доньку з сином Едуарда IV, короля Англії, проте зустрів опір бретонських баронів. У 1482 та 1485 роках герцог Бретонський підписує договори з королем Франції в Аррасі та Буржі, проте вони не мали жодного результату.

#### Відносини з Англією
Втім у 1483 році герцог вступив у конфлікт з Англією, де правила династія Йорків. Ще раніше герцог надав притулок в Бретані претендентові на престол — Генріху Тюдору, графу Річмонду, який утримувався при дворі герцога як бранець, але мав добрі умови. Того ж року з бретонським флотом Генріх Тюдор здійснив спробу висадитися у Вельсі, проте буревій завадив йому. Річард III, король Англії, зажадав від Франциска II видати Тюдора. Діставши відмову, англійський король наказав своєму флоту атакувати бретонське узбережжя.
1484 року під час хвороби Франциска II уряд домовився з англійцями про видачу Тюдора в обмін на фінансову та військову допомогу. Про це дізнався Генріх Тюдор, який змушений був втекти з Бретані до Франції. Того ж року, щоб підкреслити вірність васальної присяги королю Франції, відправив бретонську делегацію на збори Генеральних штатів Франції, що проходили в Турі.

#### Божевільна війна
У 1485 році Франциск II уклав союз з Людовиком Орлеанським та Карлом Ангулемським, які підняли заколот проти Ганни де Боже і П'єра де Бурбона, що були регентами при малолітньому французькому королі Карлі VIII. Ця війна дістала назву «Божевільної». В 1485 році внаслідок інтриг було повішено генерал-скарбничого П'єра Ландая, що намагався боротися з корупцією при дворі герцога.
У 1486 році бретонська знать визнала Анну, старшу дочку Франциска II, спадкоємицею герцогства. У січні 1487 року герцог Бретонський надав притулок Людовіку Орлеанському, що зазнав поразки проти регентів Франції. Того ж року було укладено новий договір з Францією в Шатобріані, яким підтверджувалося самостійний статус Бретані. Втім через підтримку Франциском II феодалів-заколотників королівські війська на чолі із Людовиком II де Ла Тремуйлем вдерлися до герцогства, намагаючись захопити міста Фужер та Ванн. У результаті південні та західні області Бретані було сплюндровано.
На початку 1488 року герцог зібрав велике військо: 5 тис. вояків привів Але де Альбре, 1500 спрямував Максиміліан Габсбург, прибули англійці на чолі з Едвардом Вудвілом. Проте 28 липня 1488 року Франциск II та Людовик Орлеанський зазнали поразки від королівської армії в битві у Сент-Обен-дю-Ком'є. В результаті герцог Орлеанський був узятий в полон і кілька років провів в ув'язненні. 19 серпня того ж року бретонський герцог уклав у Верже мирний договір з Карлом VIII, за яким бретонським герцогом була визнана зверхність останнього. Франциск II зобов'язався не допускати іноземні війська на свою територію. Разом з тим Бретань була змушена заплатити контрибуцію і поступитися кількома прикордонними фортецями. При цьому в угоді було зазначено, що шлюб спадкоємиці герцогства Бретонського повинен був відбутися лише з дозволу короля Франції. Як гарантію виконання угоди герцог передав Франції міста Сен-Мало, Фужер, Дінан і Сен-Обін.
На початку вересня того ж року Франциск II внаслідок падіння з коня травмувався й помер. Його володіння успадкувала старша донька Анна.

## Родина
1 Дружина — Маргарита, донька Франциска I, герцога Бретані
Діти:
- Жан (1463)

2 Дружина — Маргарита, донька Гастона IV, графа де Фуа і Елеонори Арагонської
Діти:
- Анна (1477—1514), герцогиня Бретані у 1488—1514 роках
- Ізабела (1481—1490)

Коханка — Антуанетта, донька Жана II де Мен'єле (колишня коханка французького короля Карла VII)
Діти:
- Франциск (1462 — до 1510), граф Вертю, барон Авогур
- Антуан (1463—д/н), сеньйор Шатофремонт
- донька (1465)
- син (1466)
- Франсуаза (1473—д/н)